# Lauri Silvennoinen (architecte)
Lauri Matti Silvennoinen (né le 13 mars 1921 à Pielisensuu - mort le 4 juin 1969 à Helsinki) est un architecte finlandais.

## Biographie
Lauri Silvennoinen étudie au lycée expérimental de Töölö (fi) et passe son baccalauréat en 1940. En 1949, Lauri Silvennoinen obtient son diplôme d'architecte de l'école supérieure technique d'Helsinki.
De 1951 à 1953, il est architecte pour Arava et pour le cabinet d'architecte d'Alvar Aalto. En 1953, il fonde son propre cabinet d'architecte.
Il a conçu entre-autres, le cimetière de Kerava et sa chapelle funéraire (1958) ainsi que les églises de Tammisalo (1966) et de Roihuvuori (1970), que Keijo Laine terminera après sa mort.
Au début des années 1960, Lauri Silvennoinen conçoit pour la société Sato (fi) des bâtiments de la section de Pihlajamäki et en particulier la centrale thermique, des commerces, un garage, des tours d*habitation et l'école primaire.
Pihlajamäki est alors la première zone d'habitation de Finlande à utiliser des éléments préfabriqués et de ce fait Lauri Silvennoinen est le précurseur de l'utilisation de cette technique dans le pays.
Lauri Silvennoinen conçoit aussi, avec Dag Englund, des immeubles d'habitation du quartier de Kaleva à Tampere et des quartiers de Kontula et de Mellunmäki à Helsinki,.

## Galerie

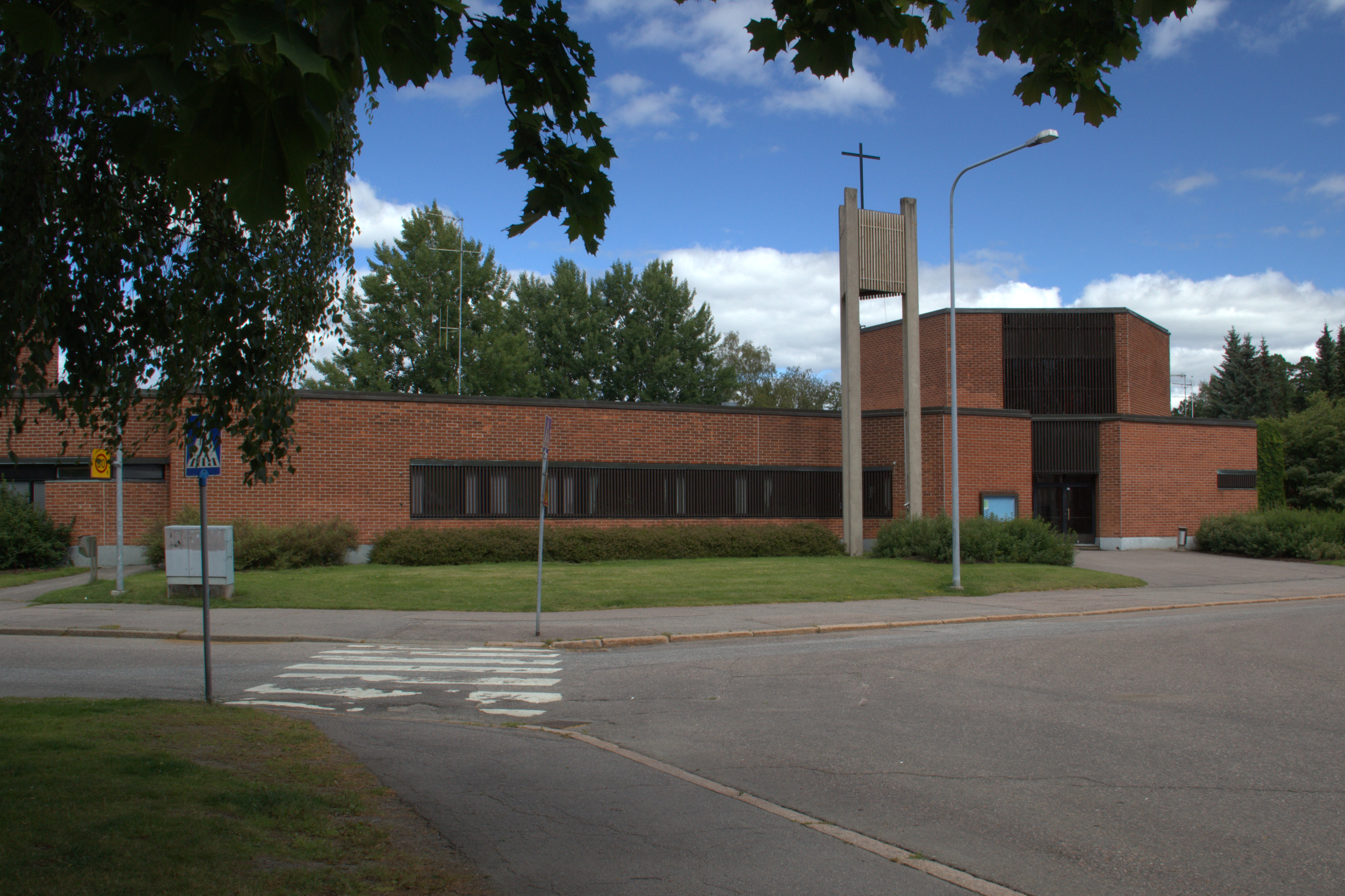
Église de Tammisalo
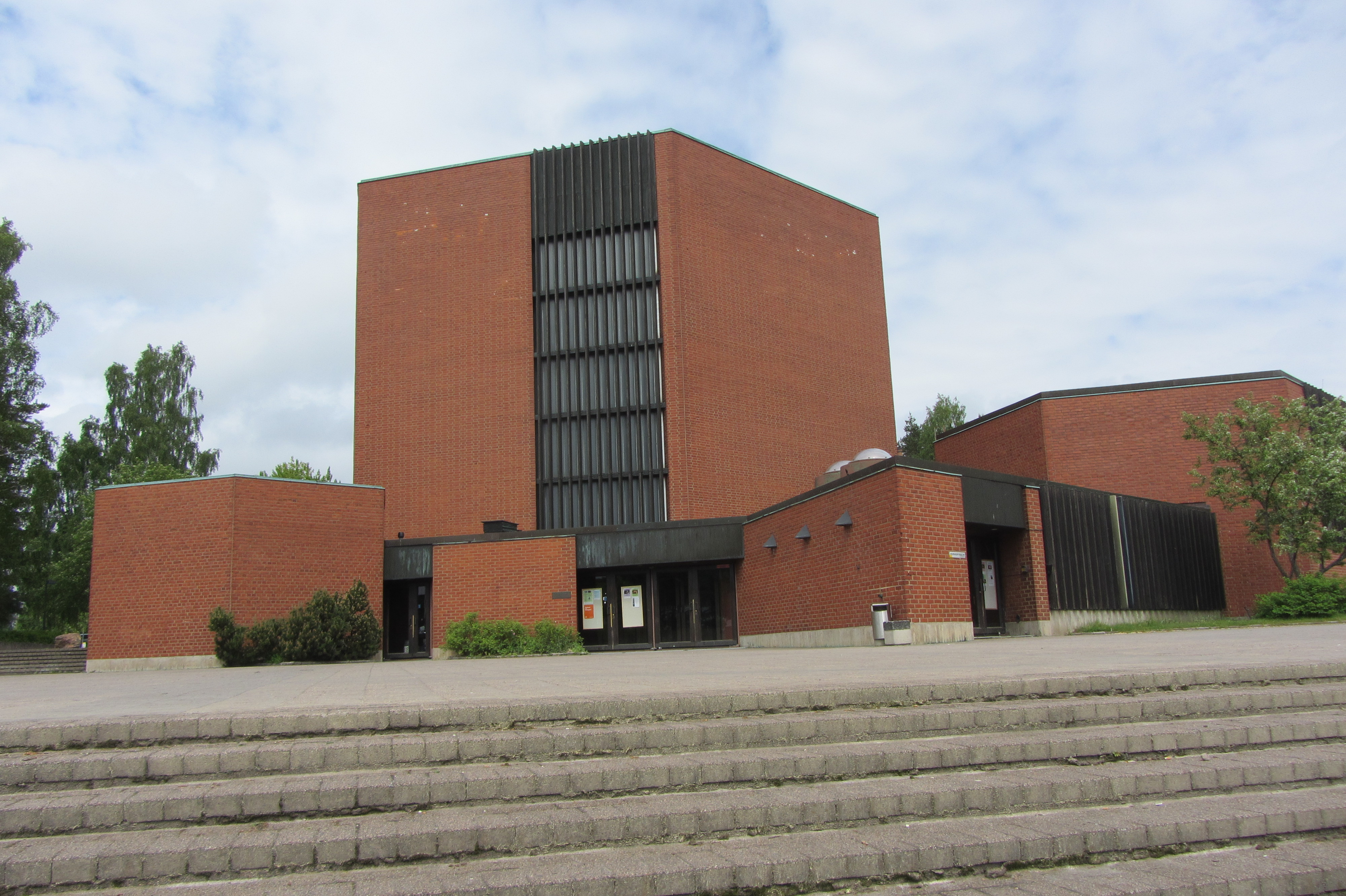
Église de Roihuvuori
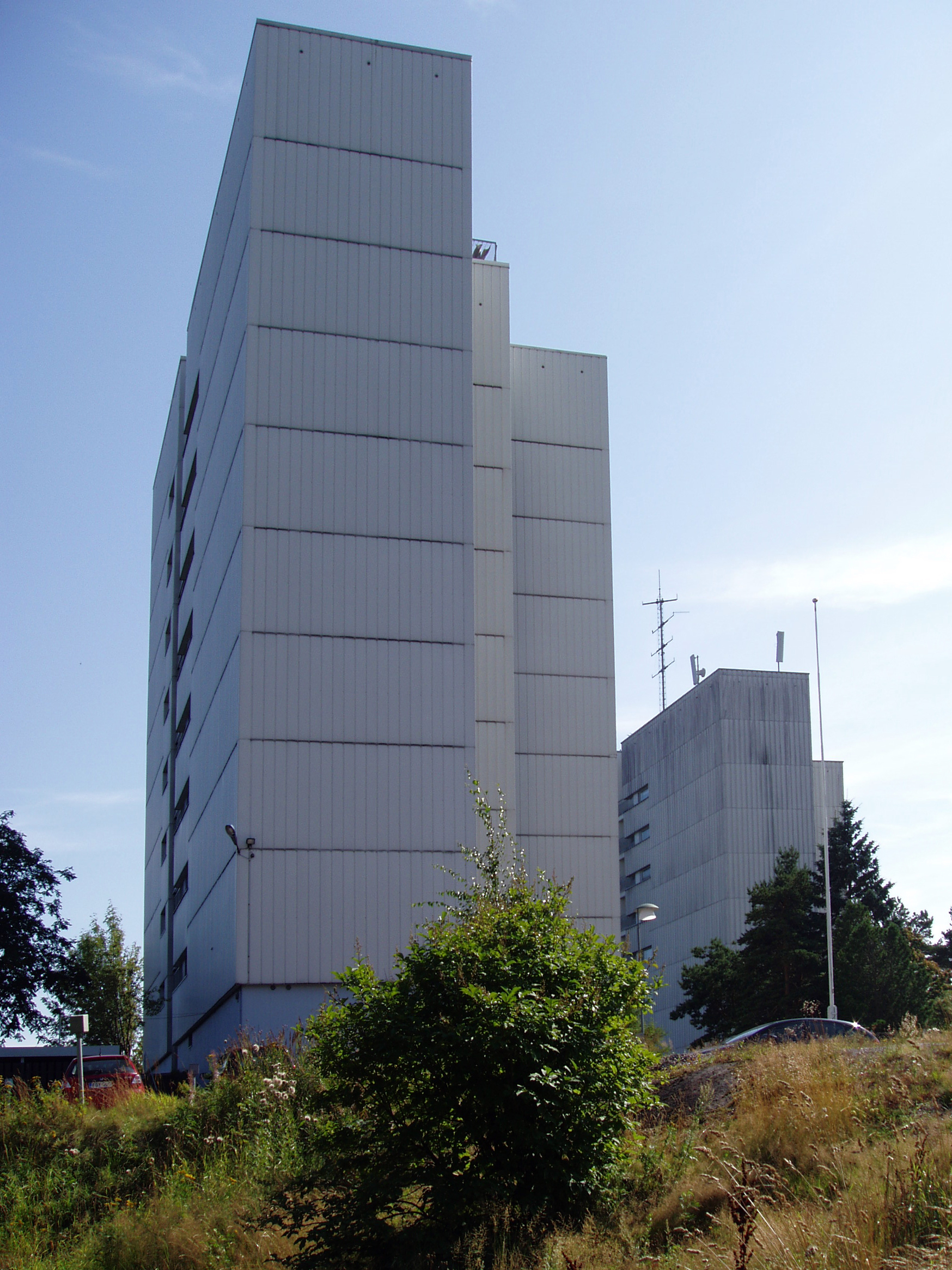
Tour de Pihlajamäki.